# アルビ (イタリア)
アルビ（イタリア語: Albi）は、イタリア共和国カラブリア州カタンザーロ県にある、人口約900人の基礎自治体（コムーネ）。

## 地理

### 位置・広がり

#### 隣接コムーネ
隣接するコムーネは以下の通り。
- フォッサート・セッラルタ
- マジザーノ
- ペントーネ
- セッリーア
- タヴェルナ
- ザガリーゼ